# 木本主一郎

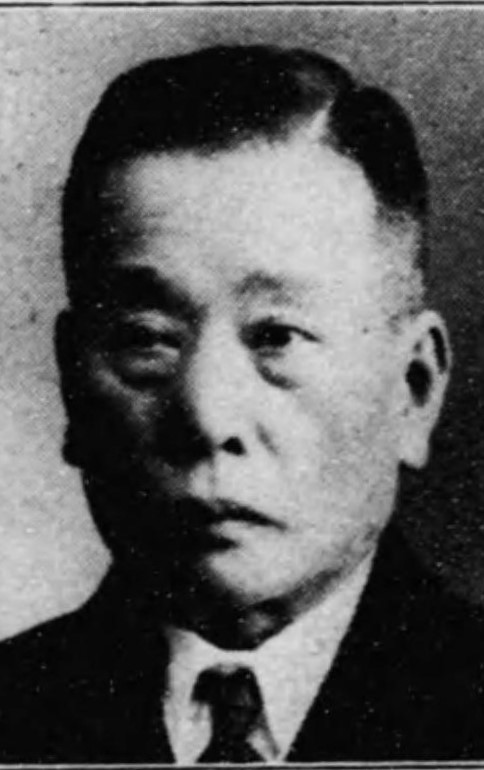
木本主一郎

木本 主一郎（きもと しゅいちろう、1875年（明治8年）5月10日 – 1939年（昭和14年）9月18日）は、明治から昭和前期の地主、実業家、政治家。衆議院議員、和歌山県海草郡木ノ本村長。幼名・八郎。

## 経歴
和歌山県海部郡木ノ本村（海草郡木ノ本村を経て現和歌山市木ノ本）で、地主、酒造業・木本太兵衛の長男として生まれた。1895年（明治28年）東京専門学校（現早稲田大学）政治科を卒業。1904年（明治37年）家督を相続し主一郎と改名。家業を営んだ。
1905年（明治38年）8月、木ノ本村長に就任し、1912年（明治45年）4月まで在任。1907年（明治40年）10月、海草郡会議員となり1期在任。1911年（明治44年）9月、和歌山県会議員に当選し、以後、1927年（昭和2年）まで連続して再選され、1928年（昭和3年）2月、衆議院議員に当選のため県会議員を辞職した。同議員を連続5期・17年間務めた。この間、県会議長を1917年（大正6年）11月から議員辞職まで4期・10年4ヵ月務めた。
1928年2月、第16回衆議院議員総選挙で和歌山県第一区から立憲政友会所属で岡崎邦輔の後継として出馬して当選。以後、第18回、第20回総選挙で再選され、衆議院議員に通算3期在任した。議員在職中の1939年9月に急病のため死去した。
実業界では、幸福無尽社長、阪和電鉄取締役、加太軽便鉄道取締役、和歌山無尽重役、南海遊園重役などを務めた。その他、和歌山県農会長、海草郡畜産組合長なども務めた。

## 親族
- 長女 有吉秋津（横浜正金銀行員・有吉眞次の妻、有吉佐和子の母）[5]

## 脚註